# Інтуїтивізм
Інтуїтивізм (лат. intuitio — уява, споглядання) — в літературознавстві — напрям, що абсолютизує інтуїцію як момент безпосереднього осягнення світу в діяльності творчої фантазії, в акті його естетичного сприймання й оцінки.
У філософії — напрям, що визнає в інтуїції найбільш достовірний засіб пізнання і відкидає формалізацію акту пізнання в інших філософських напрямах. Інтуїтивізм бере свій початок на зламі XIX—XX ст. і протиставляє себе позитивістському розумінню наукового знання та обмеженню людського досвіду виключно сферою чуттєвого сприйняття.

## Історія
Основоположником інтуїтивізму був французький філософ Анрі Бергсон, який у працях «Матерія і пам'ять» (1896), «Сміх» (1900), «Творча еволюція» (1907) та інші розробив концепцію мистецтва, художньої творчості.
Він твердив, що тільки інтуїція осягає життя у всіх його проявах, а не інтелект, який спроможний розглядати предмети і живі істоти лише збоку. Інтуїція ж проникає всередину об'єктів пізнання й адекватно осягає їх абсолютну сутність в її безкінечному русі чи розвитку. Інтуїція — це підсвідомий, інстинктивний стимул художньої творчості. Художня творчість, за А. Бергсоном, — особливе, ірраціональне бачення дійсності.
Звичайне споглядання життя пов'язане із задоволенням утилітарних потреб і є «звуженим», а естетичне відношення до дійсності забезпечує повнішу її візію. Наукове пізнання, на його думку, має фрагментарний чи «кінематографічний» (механічно склеєний із окремих знімків дійсності) характер, тому не може осягнути, а тим паче відтворити в поняттях безперервні зміни дійсності чи внутрішній світ людини, яка являє собою найбільш повне і безпосереднє вираження довгочасності.
Близькою до цієї течії є філософія життя, що розвивалася в той самий час у Німеччині.

## Розвиток інтуїтивізму
На бергсоніанстві виріс італійський філософ, літературознавець Б. Кроче, який обстоював самодостатність мистецтва, що є індивідуальним актом і не відтворює дійсності. У Росії проповідниками інтуїтивізму були філософи М. Лоський, С. Франк, Є. Трубецькой і частково М. Бердяєв.
Лоський не протиставляв інтелект інтуїції, а навпаки — намагався об'єднати їх, як засоби пізнання. Під інтуїтивізмом Лоський розумів учення про те, що пізнаний об'єкт, навіть якщо він є частиною зовнішнього світу, включається безпосередньо свідомістю суб'єкта, що пізнає, в особистість і тому розуміється як такий, що існує незалежно від акту пізнання. Лоський виокремлював три види інтуїції — чуттєву, інтелектуальну та містичну.
Авангардисти В. Кандинський і К. Малевич будували свою теорію безпредметного мистецтва й абстракціонізму на тезі, що мистецтво — самовираження. Його завдання — втілювати душевний стан художника.
Інтуїтивізм в етиці виокремився у XX ст. як самостійна течія у філософії й особливого поширення набув в Англії. Головні представники — Джордж Мур, Чарлі Брод, Девід Росс та Альфред Юінг. Цей напрям розглядає проблеми встановлення і визнання норм моральності та моралі. Стверджується, що ці норми не можна вивести з наукового знання про людину і природу, а осягаються вони лише за допомогою інтуїції.
Інтуїтивізм розвивали також французькі неотомісти Етьєн Жільсон, Жак Марітен та інші, представники німецької феноменологічної школи Макс Шелер, Ніколай Гартманн тощо. У Португалії послідовником течії був Леонарду Коїмбра.
У марксистській філософії, розвиваній у Радянському Союзі, інтуїтивізм критикували як буржуазне ідеалістичне вчення, що має ненауковий характер. Однак дослідження гносеологічних аспектів інтуїції набуло розвитку в радянській філософії. Цими проблемами займався, зокрема, відомий радянський філософ В. Ф. Асмус, який вивчав роль інтуїції в сучасній філософії та математиці. Під інтуїтивним знанням у матеріалістичному розумінні розуміють таке знання, яке не виводять унаслідок логічних побудов, а яке виникає як безпосереднє споглядання (чуттєва інтуїція) або як безпосередній розсуд розуму (інтелектуальна інтуїція).

## Інтуїтивізм в Україні
В Україні ідеї А. Бергсона знайшли відгомін у творах Б. Лепкого, В. Пачовського, С. Твердохліба, О. Луцького, М. Рудницького. Українське літературознавство (Г. В'язовський, А. Войтюк, Р. Піхманець та інші) виходить з того, що не слід абсолютизувати, містифікувати роль несвідомого в творчому процесі.

## Етичний інтуїтивізм
Етичний (моральний) інтуїтивізм являє собою метаетичну теорію і є різновидом морального нон-натуралізму. Центральною для інтуїтивізму є епістемологічна теза, згідно з якою деякі базові моральні пропозиції є необхідними, синтетичними та самоочевидними істинами, які ми можемо пізнати за допомогою раціональної інтуїції. Відомими представниками інтуїтивізму були Джордж Мур, Ч. Д. Брод, В. Д. Росс. Сучасним прихильником інтуїтивізму є Майкл Г'юмер. В основі його версії цієї теорії лежать три тези:
1. Семантична: функцією оціночних предикатів, таких як «добрий», є приписування речам об'єктивних властивостей.
2. Метафізична: ми не завжди помиляємося, коли робимо оціночні судження; деякі речі добрі, деякі злі. Існують нередуковані об'єктивні цінності.
3. Епістемологічна: на основі раціональної інтуїції ми обґрунтовано переконані в істинності деяких оціночних тверджень. Наше знання моральних істин не походить цілком із чуттєвого сприйняття, і не всі моральні істини виводяться з неморальних істин. Принаймні деякі моральні істини самоочевидні.